# 1 februarie
ianuarie • februarie • martie  • aprilie  • mai  • iunie  • iulie  • august  • septembrie  • octombrie  • noiembrie  • decembrie
1 februarie este a 32-a zi a calendarului gregorian. Mai sunt 333 de zile până la sfârșitul anului (334 de zile în anii bisecți).

## Evenimente

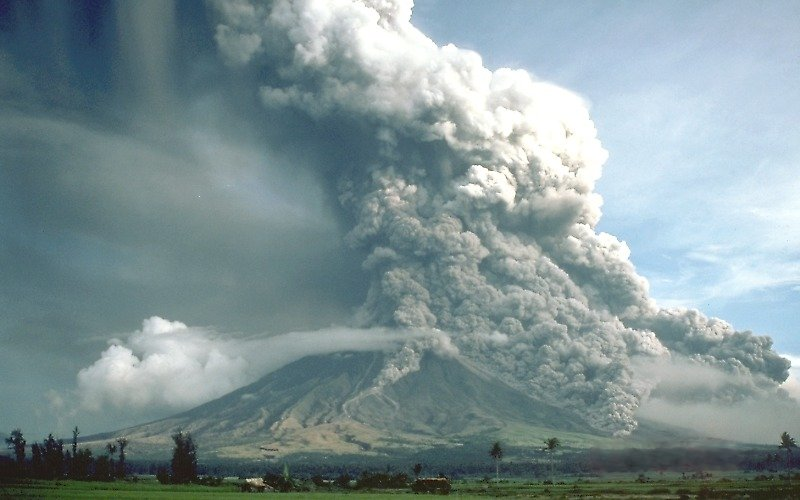
1814: Vulcanul Mayon, situat în Filipine, a erupt, provocând moartea a aproximativ 1.200 de persoane.

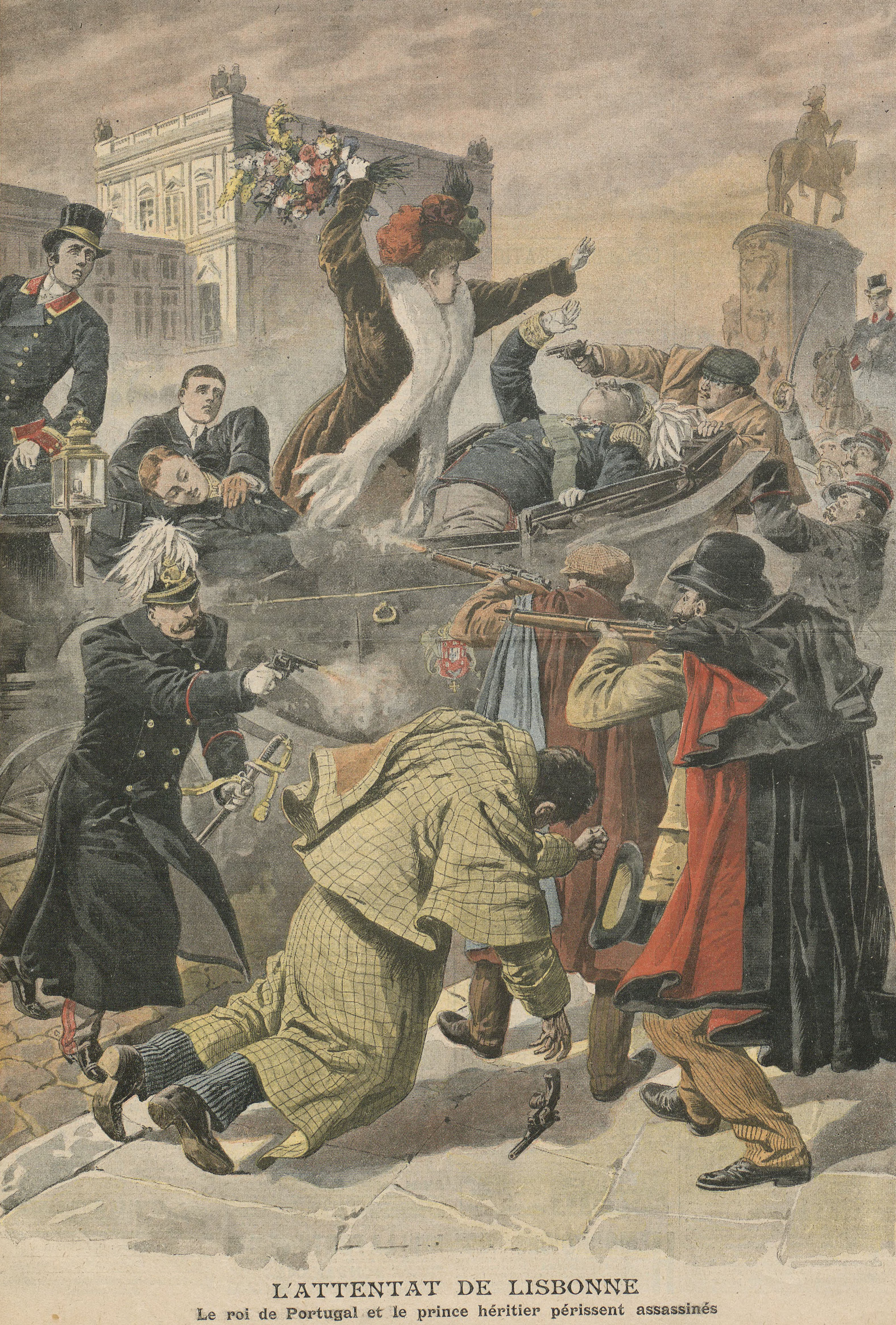
1908: Regicidul de la Lisabona; regele Carlos I al Portugaliei și moștenitorul său, Dom Luís Filipe (Duce de Braganza), sunt asasinați de membri ai societății revoluționare "Carbonária"

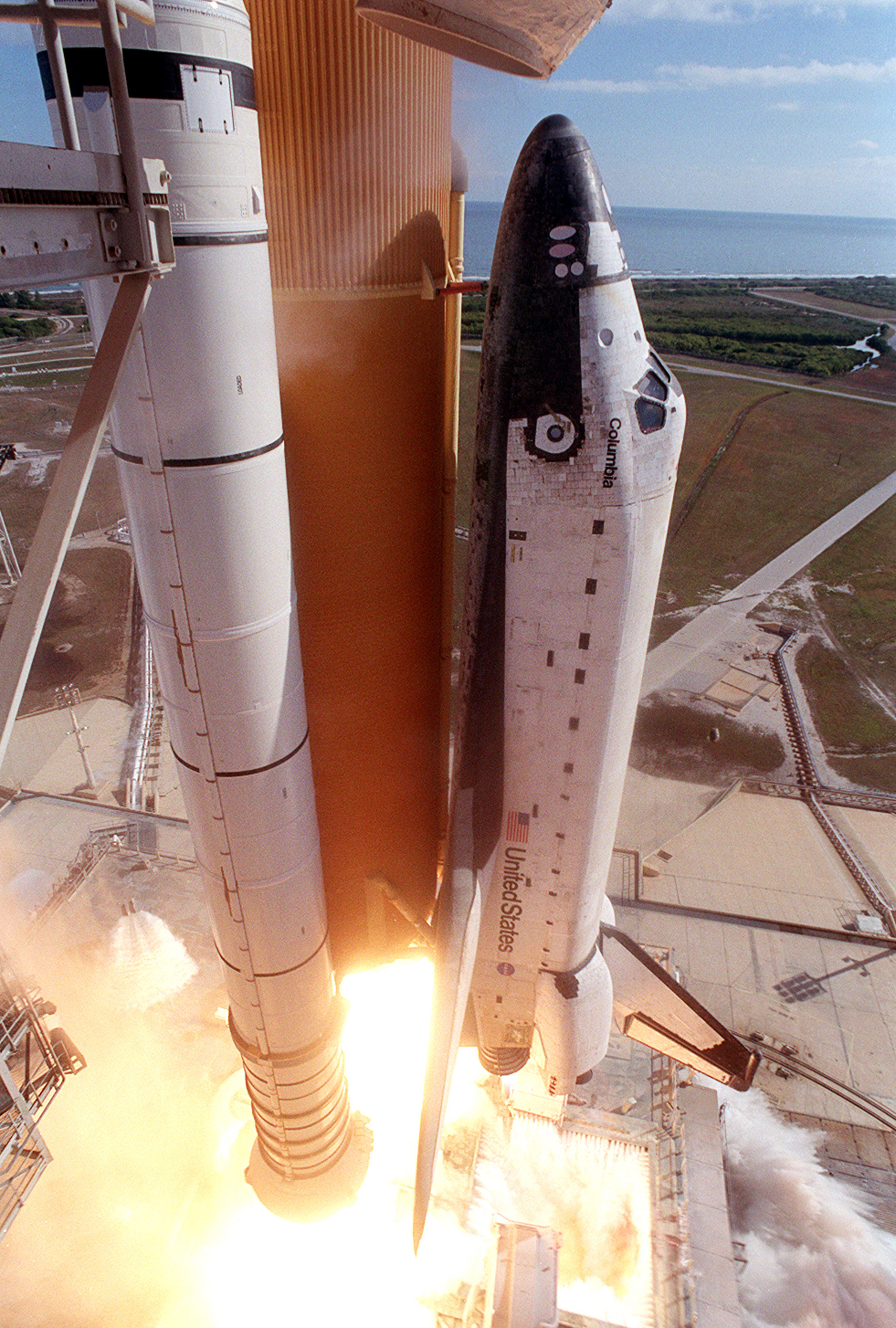
2003: Naveta spațială Columbia s-a dezintegrat deasupra Texasului în timpul reintrării în atmosfera Pământului

- 1600: Mihai Viteazul semnează „Tratatul de închinare și credință” față de împăratul Rudolf al II-lea. În schimbul recunoașterii suzeranității sale, Rudolf al II-lea a făgăduit lui Mihai Viteazul ajutor și a garantat domnia ereditară în linie bărbătească.
- 1789: A fost ales primul președinte al SUA, George Washington
- 1814: Lordul Byron a publicat "Corsarul"
- 1814: Vulcanul Mayon, situat în Filipine, a erupt, provocând moartea a aproximativ 1.200 de persoane.
- 1823: Într-un memoriu, vornicul Mihail Sturdza folosește, pentru prima dată în viața politică a Țărilor Române, noțiunea de "conservator", pentru a desemna tendințele marii boierimi de a păstra vechile stări de lucruri
- 1847: Se inaugurează Teatrul de la Copou din Iași cu "Bătălia moldovenilor cu cavalerii teutoni la Marienburg", tablou vivant de Gheorghe Asachi, și "Vicontele de Letorier", vodevil de Bayard și Dumanoir
- 1861: Începe să funcționeze, la București, Arsenalul Armatei
- 1866: A fost înființată agenția de știri daneză "Ritzaus Bureau" (poartă numele întemeietorului său, Erik Nicola Ritzu)
- 1880: Stabilirea de relații diplomatice la nivel de legație între România și Olanda
- 1880 Ion Luca Caragiale publică în "Convorbiri literare", farsa într-un act "Conu Leonida față cu reacțiunea"
- 1884: A fost publicată prima ediție a Oxford English Dictionary
- 1896: Premiera mondială a operei "Boema" de Puccini, la Torino
- 1905: A apărut, la București, "Viața nouă", publicație lunară, sub direcția lui Ovid Densusianu; revista a devenit principalul organ de presă al mișcării simboliste de la noi
- 1908: Regele Carlos I al Portugaliei și fiul său, prințul Luis Filipe, sunt uciși la Terreiro do Paco, Lisabona
- 1912: A apărut, la Iași, revista "Însemnări literare", sub direcția lui Mihail Sadoveanu și a lui George Topîrceanu
- 1914: Intră în funcțiune prima instalație centralizată feroviară din România, pe linia București-Ploiești.
- 1918: Rusia adoptă calendarul gregorian.
- 1919: A fost desemnata prima Miss America.
- 1920: S-a înființat Institutul de Istorie Națională din Cluj, sub conducerea lui Ioan Lupaș și Alexandru Lapedatu.
- 1944: Evacuarea administrației civile din Transnistria, imediat după ianuarie 1944, când trupele sovietice de tancuri au rupt frontul în nordul Transnistriei.
- 1946: Norvegianul Trygve Lie (1896-1968) devine primul secretar general al ONU (până în 1953)
- 1946: În Ungaria este proclamată republica. În funcția de președinte al țării este ales pastorul reformat Zoltán Tildy.
- 1958: Primul satelit al Americii este lansat cu succes în Cosmos. Plasat pe o orbită terestră de o rachetă "Jupiter-C", "Explorer" este destinat să transmită semnale pe Pământ, prin cele 2 emițătoare, de la o distanță variind între 340 și 2900 km.
- 1958: Egiptul și Siria alcătuiesc "Republica Arabă Unită", o structură care se declară, prin constituție, parte a unei viitoare mari națiuni arabe.
- 1968: A fost înființată Școala de Agenți de Poliție din Câmpina.
- 1974: Ilie Năstase este declarat cel mai bun tenismen al anului 1973 și este distins, la New York, cu "Racheta de aur".
- 1978: Regizorul Roman Polanski plătește cauțiunea și fuge din Statele Unite în Franța după ce a pledat vinovat la acuzația de relații sexuale cu o fată de 13 ani.
- 1979: Ayatolahul Ruhollah Khomeini s-a întors la Teheran (Iran), după 15 ani de exil.
- 1990: Gabriel Liiceanu înființează la București editura Humanitas.
- 1991: România a obținut statutul de invitat special la Consiliul Europei. La 7 octombrie 1993 a avut loc ceremonia de aderare a României ca membru cu drepturi depline.
- 1995: România semnează, la Strasbourg, alături de reprezentanții altor 20 de state, Convenția-cadru pentru protecția minorităților naționale a Consiliului Europei (a intrat în vigoare la 1 februarie 1998).
- 1995: A intrat în vigoare Acordul de asociere a României la Uniunea Europeană (Acordul a fost semnat la 1 februarie 1993)
- 1995: La Cairo, se întîlnesc, pentru prima oară în istoria Orientului Mijlociu, liderii din Egipt, Iordania, Israel și Yasser Arafat, pentru a sprijini procesul de pace din regiune
- 1996: Lansarea în viața politică românească a Partidului "Alternativa României", condus de Varujan Vosganian, și devenit în 28 martie 1999 "Uniunea Forțelor de Dreapta".
- 1998: Intră în vigoare Convenția europeană pentru protecția minorităților naționale
- 2001: Intră în vigoare legea care interzice oamenilor politici să accepte cadouri în schimbul unor servicii sau favoruri. Legea a fost adoptată de Parlamentul japonez la 22 noiembrie 2000.
- 2003: Naveta americană "Columbia" se dezintegrează la reintrarea în atmosferă, la altitudinea de 63 km. Naveta, lansată la 12 aprilie 1981, se afla la a 28-a misiune. Și-au pierdut viața 7 astronauți (6 americani și unul israelian).

## Nașteri
- 1402: Eleanor de Aragon, regină a Portugaliei (d. 1445)
- 1435: Amadeus al IX-lea, Duce de Savoia (d. 1472)
- 1659: Jacob Roggeveen, explorator olandez (d. 1729)
- 1666: Marie Thérèse de Bourbon, Prințesă de Conti (d. 1732)
- 1690: Francesco Maria Veracini, compozitor italian (d. 1768)
- 1701: Johan Agrell, compozitor german de origine suedeză (d. 1765)
- 1707: Frederick, Prinț de Wales, fiul cel mare al regelui George al III-lea al Marii Britanii (d. 1751)
- 1761: Christian Hendrik Persoon, botanist și micolog din Africa de Sud (d. 1836)
- 1808: Prințesa Louise a Prusiei, Prințesă Frederic a Țărilor de Jos (d. 1870)
- 1838: Nicolae Gane, scriitor și politician român, membru (1908) al Academiei Române (d. 1916)

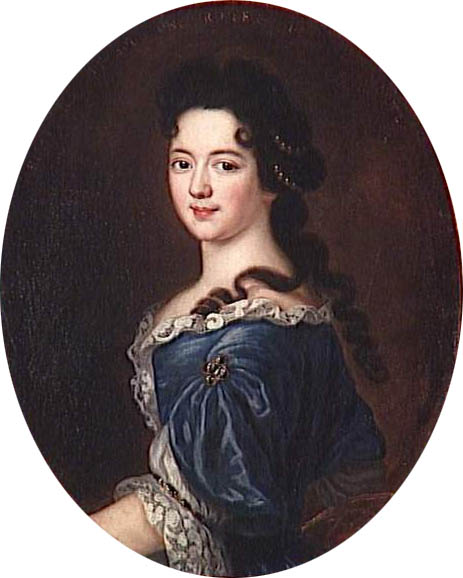
Marie Thérèse de Bourbon, Prințesă de Conti
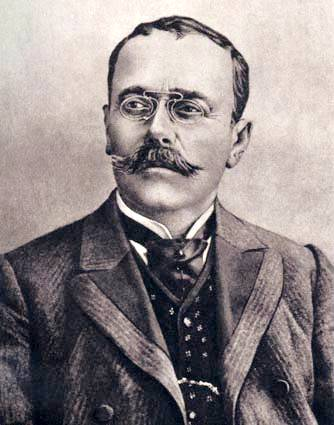
Ion Luca Caragiale, dramaturg român
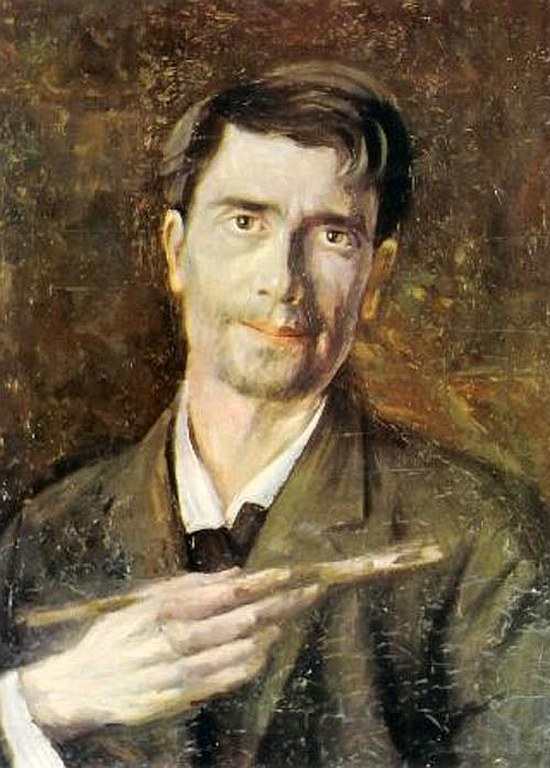
Ștefan Luchian, pictor român

- 1842: Prințesa Alexandrine a Prusiei, Ducesă Wilhelm de Mecklenburg-Schwerin (d. 1906)
- 1848: Sava Henția, pictor român (d. 1904)
- 1852: Ion Luca Caragiale, dramaturg, prozator, poet român (d. 1912)
- 1860: Gustav Weigand, filolog german (d. 1930)
- 1868: Ștefan Luchian, pictor român (d. 1916)
- 1884: Evgheni Zamiatin, scriitor rus (d. 1937)
- 1894: Lucian Grigorescu, pictor român (d. 1965)
- 1894: John Ford, regizor și producător american (d. 1973)
- 1901: Clark Gable, actor american (d. 1960)
- 1905: Emilio Gino Segrè, fizician italian, laureat al Premiului Nobel  (d. 1989)
- 1915: Stanley Matthews, fotbalist englez (d. 2000)
- 1922: Renata Tebaldi, soprană italiană (d. 2004)
- 1928: Octavian Sava, dramaturg român, realizator TV, autor de texte umoristice (d. 2013)
- 1928: Stuart Whitman, actor american (d. 2020)
- 1931: Boris Elțîn, politician sovietic, primul președinte al Rusiei (d. 2007)
- 1931: Oswald Oberhuber, pictor, sculptor și grafician austriac (d. 2020)
- 1934: Nicolae Breban, scriitor român

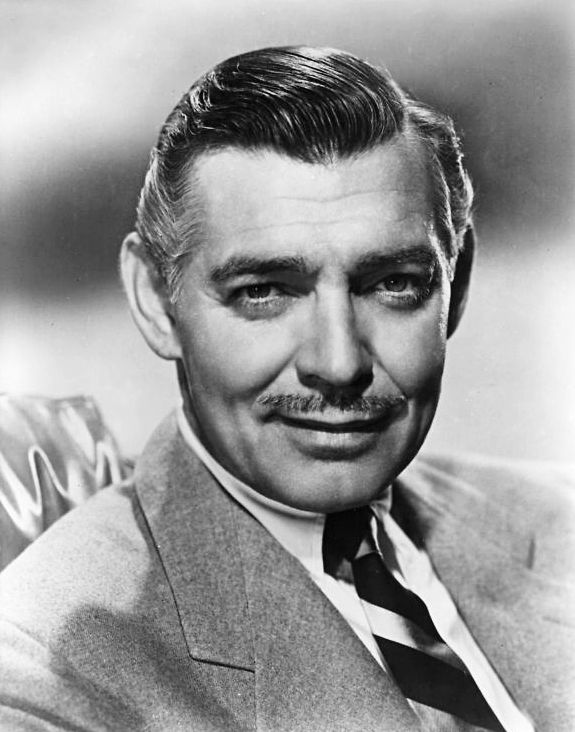
Clark Gable, actor american
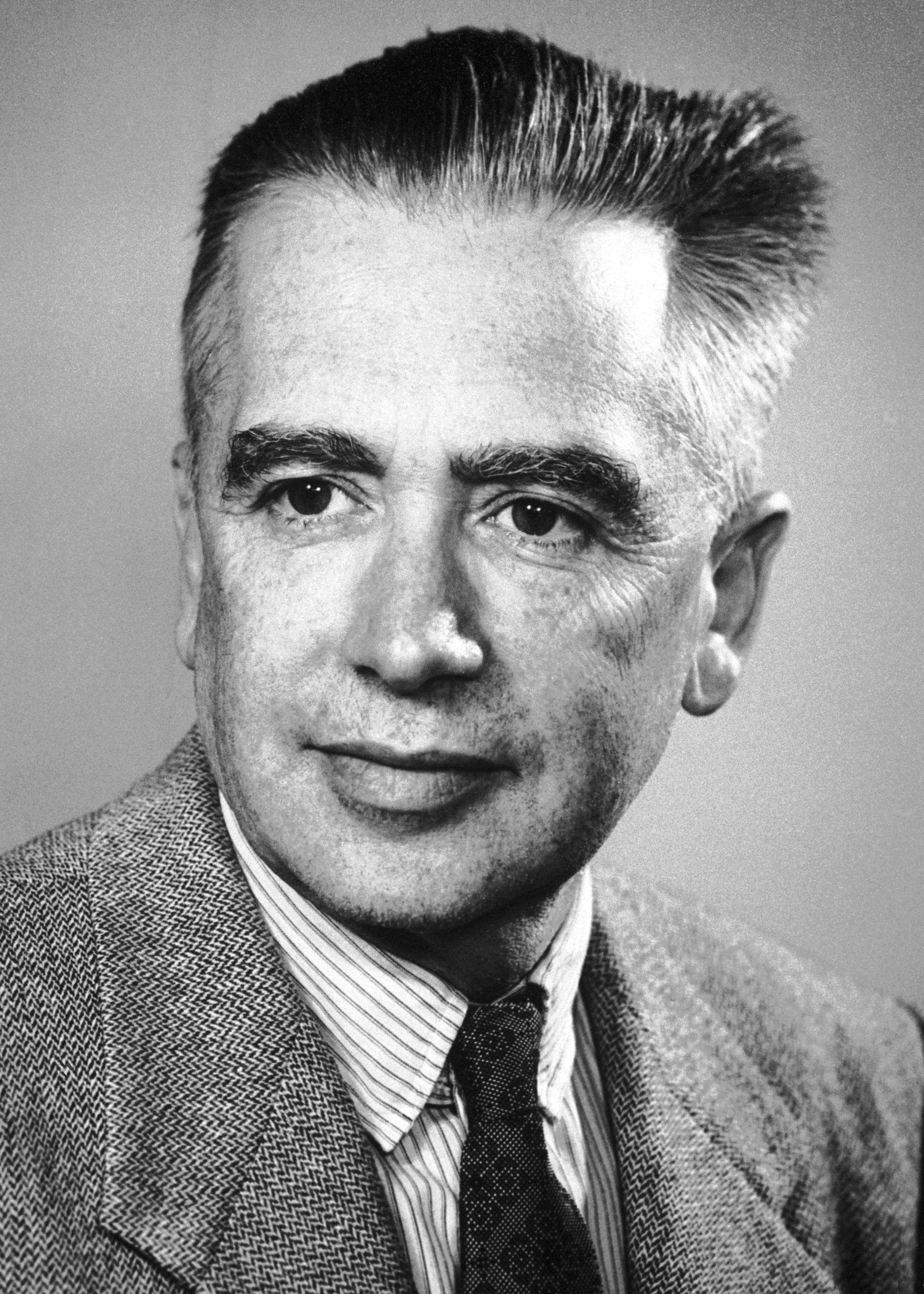
Emilio Gino Segrè, fizician italian, laureat Nobel
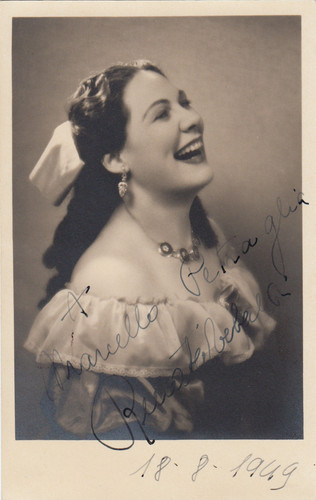
Renata Tebaldi, soprană italiană

- 1938: Constantin Popovici, sculptor român (d. 1995)
- 1942: Terry Jones, comic, scenarist, actor, regizor, autor de literatură pentru copii, istoric, comentator politic, și prezentator TV britanic (d. 2020)
- 1944: Lucian Boia, istoric român
- 1944: Petru Popescu, poet, scenarist și prozator român, stabilit în SUA din 1975
- 1946: Aquilina Severin, cântăreață de muzică ușoară românească.
- 1965: Brandon Lee, artist de arte marțiale și actor american (d. 1993)
- 1968: Lisa Marie Presley, fiica lui Elvis Presley  (d. 2023)
- 1968: Vlad Marcoci, politician român (d. 2023)
- 1970: Nicoleta Matei (Nico), interpretă română de muzică ușoară
- 1973: Yuri Landman, constructor de instrumente muzicale
- 1976: Katrín Jakobsdóttir, politiciană islandeză, prim-ministru a Islandei (decembrie 2017 - aprilie 2024)
- 1979: Alexandru Conovaru, actor român
- 1994: Harry Styles, cântăreț britanic

## Decese
- 1248: Henric al II-lea, Duce de Brabant (b. 1207)
- 1328: Carol al IV-lea, rege al Franței (n. 1294)
- 1691: Papa Alexandru al VIII-lea (n. 1610)
- 1733: August al II-lea, rege al Poloniei (n. 1670)
- 1837: Friedrich Franz I, Mare Duce de Mecklenburg-Schwerin (n. 1756)
- 1851: Mary Shelley, scriitoare britanică (n. 1797)

Mary Shelley, scriitoare britanică
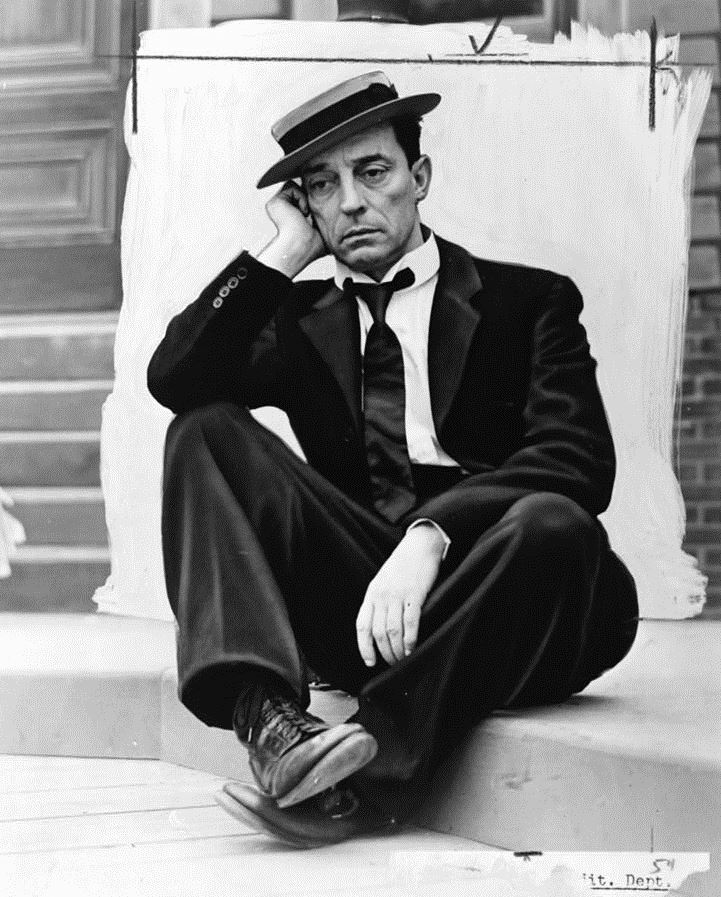
Buster Keaton, actor american
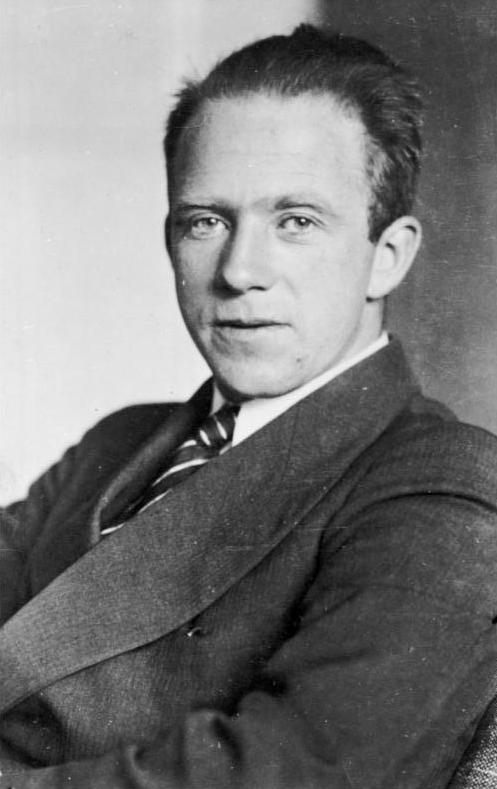
Werner Heisenberg, fizician german, laureat Nobel

- 1903: George Stokes, matematician și fizician irlandez (d. 1819)
- 1908: Regele Carlos I al Portugaliei (asasinat) (n. 1863)
- 1908: Luís Filipe, Prinț Regal al Portugaliei (asasinat) (n. 1887)
- 1932: Farabundo Martí, politician comunist din El Salvador, executat de dictatura militară (n. 1893)
- 1944: Piet Mondrian, pictor olandez (n. 1872)
- 1945: Johan Huizinga, eseist și istoric de artă olandez (n. 1872)
- 1945: Prințul Kiril al Bulgariei (n. 1895)
- 1949: N.D. Cocea, prozator, eseist, dramaturg și traducător român (n. 1880)
- 1957: Friedrich Paulus, general german (n. 1890)
- 1958: Clinton Joseph Davisson, fizician american, laureat Nobel (n. 1881)
- 1966: Buster Keaton, actor american (n. 1896)
- 1970: Alice Săvulescu, botanist român, membră (1963) a Academiei Române (n. 1905)
- 1976: Werner Heisenberg, fizician german, laureat Nobel (n. 1901)
- 1976: Hans Richter (artist), avangardist german (n. 1888)
- 1982: Radu Petrescu, prozator român (n. 1927)
- 1988: Heather O'Rourke, actriță americană (n. 1975)
- 2012: Wisława Szymborska, poetă poloneză, laureat Nobel (n. 1923)
- 2014: Luis Aragones, jucător și antrenor spaniol de fotbal (n. 1938)
- 2014: Maximilian Schell, actor austriac (n. 1930)
- 2015: Aldo Ciccolini, pianist italo-francez (n. 1925)
- 2020: Ilie Bărbulescu, fotbalist român (n. 1957)
- 2024: Carl Weathers, actor american (n. 1948)

## Sărbători
- Înainteprăznuirea Întâmpinării Domnului; Sf. Mc. Trifon; Sf. Mucenite Perpetua și Felicitas (calendar ortodox)
- Sf. Veridiana (calendar romano-catolic)
- Preserbarea Întâmpinării Domnului. Sf. Trifon (calendar greco-catolic)
- Etiopia: Ziua patrioților, prin care se celebrează sfârșitul ocupației italiene în 1941
- România: Ziua Intendenței Militare - s-a înființat intendența militară română (1861)